# Decision Day
Decision Day – piętnasty album studyjny niemieckiego zespołu thrash metalowego Sodom wydany 26 sierpnia 2016 roku. Jest to ostatni album, na którym zagrali Bernemann i Makka przed odejściem z grupy w styczniu 2018 roku.

## Lista utworów
1. In Retribution – 6:14
2. Rolling Thunder – 4:22
3. Decision Day – 4:03
4. Caligula – 4:01
5. Who Is God? – 4:35
6. Strange Lost World – 4:59
7. Vaginal Born Evil – 5:15
8. Belligerence – 4:00
9. Blood Lions – 3:17
10. Sacred Warpath – 5:34
11. Refused to Die – 4:27
12. Predatory Instinct – 4:44 (utwór dodatkowy dla wersji winylowej i w serwisie iTunes)

## Twórcy
- Tom Angelripper – wokal, gitara basowa,
- Bernemann – gitary,
- Makka – perkusja.